# جورج بولمان
جورج بولمان (بالإنجليزية: George Mortimer Pullman)‏ ـ (3 مارس 1831 ـ 19 أكتوبر 1897) هو مهندس ورجل صناعة أمريكي. صمم وصنع عربات قطارات النوم المعروفة بعربات بولمان، وأسس مدينة حملت اسمه أسكن فيها العمال الذين عملوا على تصنيعها.

## روابط خارجية
- جورج بولمان على موقع الموسوعة البريطانية (الإنجليزية)
- جورج بولمان على موقع إن إن دي بي (الإنجليزية)